# Suboculaire schub

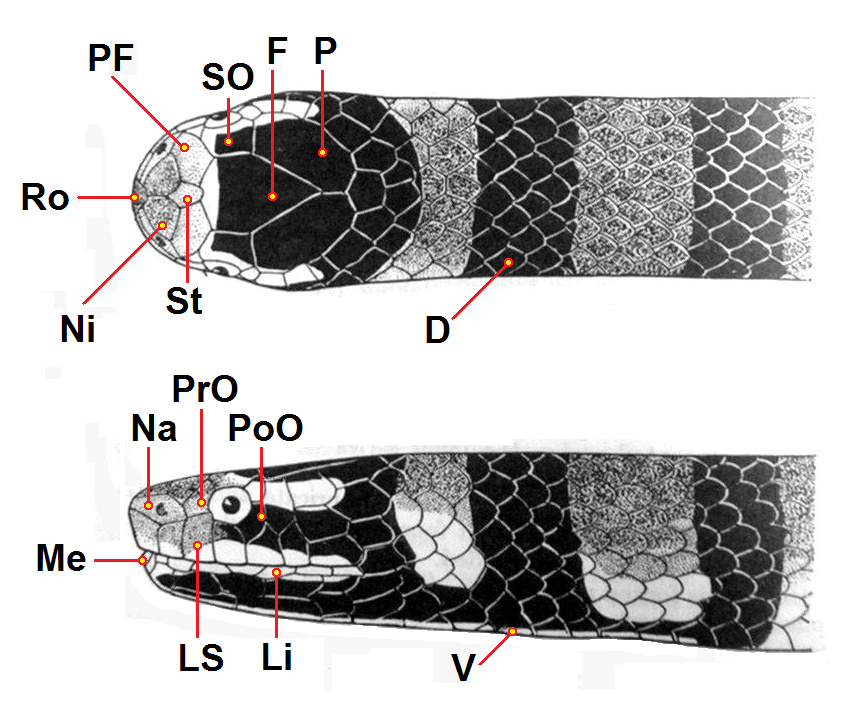
De belangrijkste schubben aan de kop (Ringslangplatstaart):
Bovenste figuur:
D = Dorsaal (rugzijde)
P = Pariëtaal (aan de zijkant)
F = Frontaal (aan de bovenzijde)
So= Supraoculair (boven het oog)
Ni = Internasaal (tussen de neus(gaten))
Ro = Rostraal (aan de snuit)
St = Interfrontaal
Pf = Prefrontaal
Onderste figuur:
V = Ventraal (buikzijde)
Ls = Supralabiaal (aan de bovenlip)
Li = Interlabiaal (aan de onderlip)
Na = Nasaal (aan de neus)
Me = Mentaal (aan de kin)
Pn = Postnasaal (achter de neus)
Poo = Postoculair (achter het oog)
Pro = Preoculair (voor het oog)

De suboculair is bij de slangen en hagedissen een rij van schubben die direct onder het oog is gelegen. De term wordt gebruikt in de herpetologie om de schubben van reptielen aan te duiden die gelegen zijn aan de kop.
De suboculaire schub komt vaak meervoudig voor onder het oog. De tegenhanger is de supraoculaire schub(ben), die boven het oog is gelegen (SO in afbeelding).